# Кузнецов, Василий Григорьевич (Герой Советского Союза)
Василий Григорьевич Кузнецов (1916—1945) — старший лейтенант Рабоче-крестьянской Красной Армии, участник Великой Отечественной войны, Герой Советского Союза (1943).

## Биография
Родился 5 июня 1916 года в селе Петрово Российской империи, ныне — Бельский район Тверской области.
После окончания средней школы и двух курсов Ленинградского инженерно-строительного института проживал и работал в посёлке Тырныауз Кабардино-Балкарской АССР. В 1937 году был призван на службу в Рабоче-крестьянскую Красную Армию. В 1938 году окончил Тамбовское кавалерийское училище. С июля 1942 года — на фронтах Великой Отечественной войны.
Попав на фронт, был направлен на самый ожесточенный участок войны — в Сталинград. Фашисты, уверенные в своем превосходстве и конечном успехе, бросили на этот участок большие силы. Но бойцы батальона отбили все семь ожесточенных атак. За умелую организации обороны Сталинграда В. Г. Кузнецов был награждён орденом Красного Знамени.
К июлю 1943 года гвардии старший лейтенант Кузнецов был заместителем командира батальона 229-го гвардейского стрелкового полка 72-й гвардейской стрелковой дивизии 7-й гвардейской армии Воронежского фронта. Отличился во время Курской битвы. 5 июля 1943 года участвовал в бою у станицы Топлинка Белгородского района Белгородской области. В критический момент боя заменил собой погибшего командира роты и успешно руководил действиями подразделения.
Указом Президиума Верховного Совета СССР от 27 августа 1943 года за «образцовое выполнение боевых заданий командования на фронте борьбы с немецкими захватчиками и проявленные при этом мужество и героизм» гвардии старший лейтенант Василий Кузнецов был удостоен высокого звания Героя Советского Союза с вручением ордена Ленина и медали «Золотая Звезда» за номером 1413.
На завершающем этапе войны освобождал южное побережье Балтики, участвовал в Восточно-Померанской и Берлинской операциях в составе 2-го Белорусского фронта под командованием Маршала Советского Союза К. К. Рокоссовского. Кузнецов лично принимал участие в разработке и реализации боевых операций, в том числе и планировании взятия города Грейфсвальд. Город взяли 30 апреля 1945 г. без единого выстрела — единственный случай на территории Германии.
За три дня до победы, 6 мая 1945 года, Василий Григорьевич Кузнецов погиб в заключительном сражении на Балтике, когда в ходе десантной операции его корпус овладел островом Рюген. Похоронен в старинном ганзейском городке Грейфсвальде.

## Награды
Награждён орденами Ленина, Красного Знамени и Отечественной войны 1-й степени, медалью «За оборону Сталинграда» и др.

## Память
В честь Кузнецова названы улица в Нальчике и школа в Тырныаузе, а также улица в городе Кривой Рог.

## Семья
Был женат на Евдокии Ивановне Афанасьевой (Кузнецовой), во время войны у них родился сын Юрий. Все награды, материалы и иные документы находятся в распоряжении внучки и правнуков Кузнецова.
Рядом с Кузнецовым воевал его друг, Олесь Гончар, молодой литератор, будущий народный писатель Украины, лауреат Ленинской, двух Сталинских и Государственной премий. В июле 1945 года он отправил письмо Е. И. Кузнецовой, сообщив о смерти её мужа и своего близкого друга.